# Kreuzhaube
Eine Kreuzhaube oder Kreuzkappe bezeichnet eine bestimmte Fläche in der Mathematik.
Für sich allein genommen ist die Kreuzhaube äquivalent zu einer projektiven Ebene. Im Allgemeinen bezeichnet man mit dem Begriff jedoch einen entsprechend geformten Teil einer größeren Mannigfaltigkeit, wobei der Rand eines Möbiusbandes mit einer Öffnung in der Mannigfaltigkeit verbunden wird, so dass kein Rand mehr bleibt. In dieser Form kann die Kreuzhaube nicht mehr ohne Selbstdurchdringung in den dreidimensionalen Raum eingebettet werden. Die meisten Darstellungen einer Kreuzhaube zeigen diese auf der Oberfläche einer Kugel.
Die Eigenschaft, dass die Kreuzhaube nicht orientierbar ist, überträgt sich auf die damit verbundene Mannigfaltigkeit.